# Sentimental Journey
Sentimental Journey (englisch Sentimentale Reise) ist das erste Studioalbum von Ringo Starr nach der Trennung der Beatles; in Großbritannien wurde es allerdings bereits am 27. März 1970, also noch vor dem 10. April 1970, dem offiziellen Trennungsdatum der Beatles, veröffentlicht. In den USA erschien es am 24. April 1970.

## Entstehungsgeschichte
Im Begleitheft zur CD wird ausgeführt, dass Ringo Starr für dieses Album Lieder auswählte, die seine Eltern und Verwandten in seiner Jugend sangen, also Schlager, sogenannte Standards, der 1930er und 1940er Jahre. Ringo Starr wählte George Martin als Produzenten aus, der wiederum prominente Arrangeure wie beispielsweise Quincy Jones oder Elmer Bernstein für die Lieder aussuchte.
Ringo Starr sagte 2001 zum Album: "Plötzlich ist der Gig beendet, an dem ich acht Jahre lang wirklich beteiligt war. "H-oh, was mache ich jetzt?" Und ich dachte nur an all die Songs, mit denen ich aufgewachsen bin, all die Partys, die wir in Liverpool in unserem Haus und in den Häusern aller Nachbarn hatten. Lieder, die meine Onkel und Tanten sangen, Lieder, die mein Stiefvater sang. Also rief ich George Martin an und sagte: 'Warum machen wir keine sentimentale Reise?' Seht ihr, es hat mich wieder auf die Beine gebracht, das war das Gute an diesem Album."
Starr sang auf jedem der Lieder, mit musikalischer Unterstützung des George Martin Orchestra. Billy Preston spielte Klavier auf I'm A Fool To Care und Orgel auf Love Is A Many Splendoured Thing, und John Dankworth fügte Saxophon zu You Always The One You Love hinzu. Die Aufnahmen begannen am 27. Oktober 1969 mit der Cole-Porter-Komposition Night and Day. Bis zum 4. Dezember 1969 stellten Starr und Martin die Lieder Stardust, Blue Turning Grey Over You, Sentimental Journey, I’m a Fool to Care, Dream, You Always Hurt the One You Love, Have I Told You Lately that I Love You? und Let the Rest of the World Go By in mehreren Londoner Aufnahmestudios fertig. Zwischen dem 3. Februar und dem 6. März 1970 nahm Ringo Starr die drei restlichen Lieder des Albums auf: Whispering Grass, Bye Bye Blackbird und Love Is a Many Splendored Thing. Ein weiteres, bisher nicht offiziell, sondern nur auf Bootlegs veröffentlichtes, Lied Stormy Weather wurde am 6. November 1969 aufgenommen.
Während der Aufnahmen für das Album wurde am 18. Februar 1970 eine frühe Version des Lieds It Don’t Come Easy eingespielt, das noch den Arbeitstitel Gotta Pay Your Dues trug. It Don’t Come Easy erschien erst im April 1971 als Single.

## Streit um den Veröffentlichungstermin
Paul McCartney hatte den 17. April 1970 für sein erstes Album McCartney als Veröffentlichungstermin vorgesehen, stieß damit aber auf den Widerstand seiner Band-Kollegen. Zum einen wollte auch Ringo Starr sein Soloalbum veröffentlichen, zum anderen war unter der Regie von Phil Spector endlich das langwährende Beatlesalbum Let It Be fertig und sollte nach dem Willen von John Lennon, George Harrison und Ringo Starr im April erscheinen. McCartney fühlte sich in die Ecke gedrängt und sah sich in dieser Situation als Opfer. Ringo Starr versuchte zu vermitteln, wurde allerdings von einem wütenden McCartney weggeschickt.
Ringo Starr erinnerte sich später so an den Vorfall:

“It was just two guys pouting and being silly. We had our solo albums to bring out and I said ‘Mine’s ready and I want to bring it out.’ Paul wasn’t quite ready – but he had a calendar with the date (I’ve forgotten the day now) marked in yellow saying, ‘That’s my day – I’m bringing my record out then.’”

„Wir waren nur zwei Kerle, die schmollten und sich kindisch verhielten. Wir wollten unsere Soloalben veröffentlichen, und ich sagte, ‚Meins ist fertig und ich will es veröffentlichen‘. Paul war noch nicht ganz so weit – aber er hatte einen Kalender mit dem Datum (ich habe vergessen, welcher Tag es genau war), und dort stand mit gelber Farbe markiert ‚Das ist mein Tag – ich bringe mein Album an dem Tag auf den Markt.“

In einem Interview mit dem Rolling-Stone-Magazin äußerte sich McCartney 1974 zu den Querelen:

“There was some hassle at the time. We were arguing over who had mentioned a release date first. It was all a bit petty. I’d pegged a release date, and then Let It Be was scheduled near it. I saw it as victimization, but now I’m sure it wasn’t.”

„Es gab einigen Streit zu der Zeit. Wir stritten darüber, wer sein Veröffentlichungs-Datum zuerst genannt hatte. Es war alles ein bisschen engstirnig. Ich hatte ein Datum gesetzt und dann wurde die Veröffentlichung von Let It Be sehr dicht an meinem Datum geplant. Ich empfand das als Schikane, aber heute bin ich sicher, dem war nicht so.“

Letztlich setzte Paul McCartney seinen Willen durch. In aller Eile erschien Ringo Starrs Album am 27. März 1970 in Großbritannien und am 24. April 1970 in den USA und der Termin für die Veröffentlichung von Let It Be wurde auf den 8. Mai 1970 verschoben.

## Covergestaltung

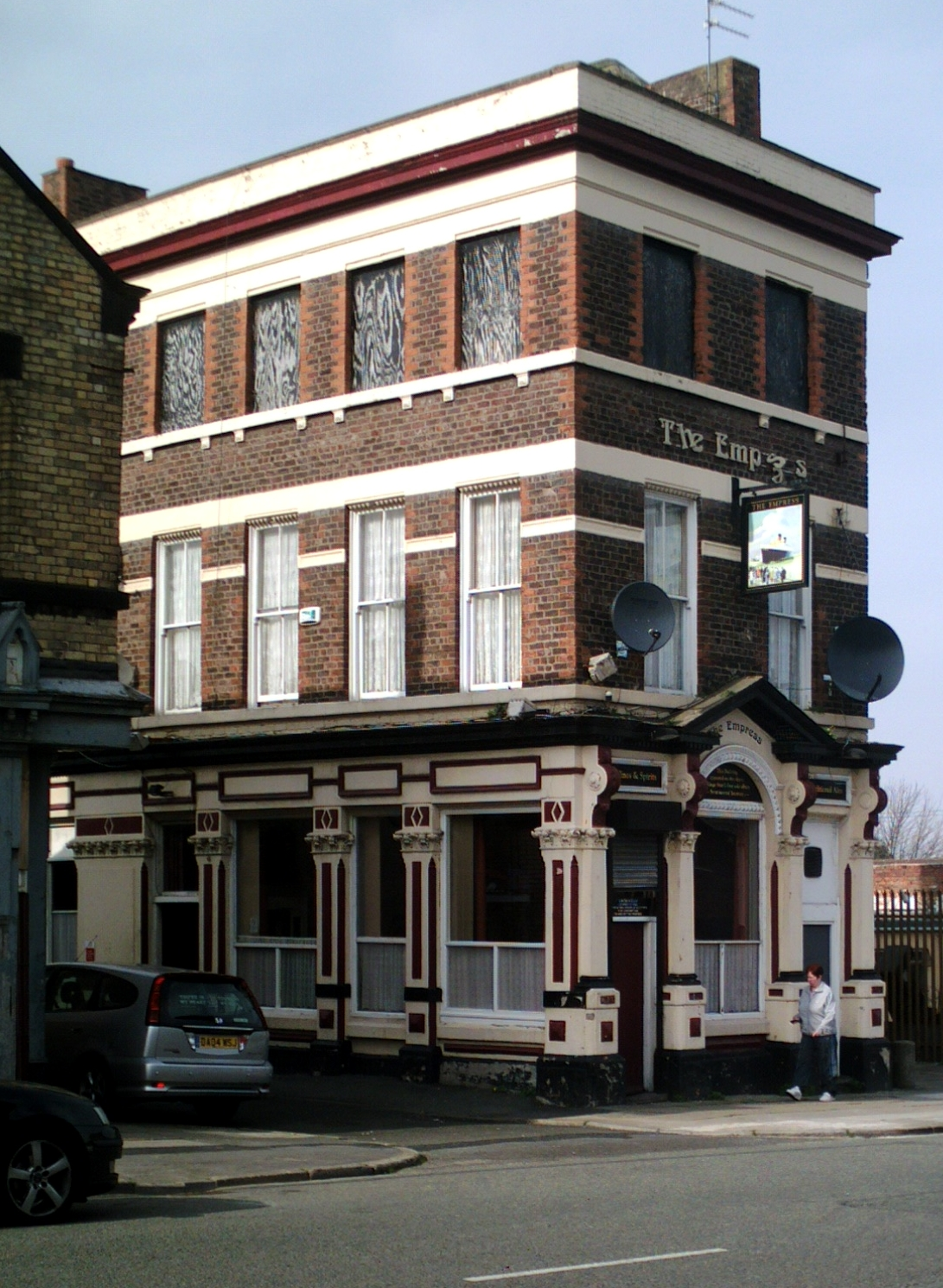
Der Empress Pub

Das Cover zeigt Ringo Starr vor dem Empress Pub in Liverpool in der High Park Street. Das Coverfoto wurde von Richard Polak aufgenommen. Das Titelbild zeigt überlagerte Bilder von Starrs Verwandten an den Fenstern und Starr selbst in der Türöffnung.

## Titelliste
Seite 1
1. Sentimental Journey (Bud Green, Les Brown, Bon Homer) – 3:26
  - Arrangiert von Richard Perry
2. Night and Day (Cole Porter) – 2:25
  - Arrangiert von Chico O’Farrill
3. Whispering Grass (Don’t Tell the Trees) (Fred Fisher, Doris Fisher) – 2:37
  - Arrangiert von Ron Goodwin
4. Bye Bye Blackbird (Mort Dixon, Ray Henderson) – 2:11
  - Arrangiert von Maurice Gibb
5. I’m a Fool to Care (Ted Daffan) – 2:39
  - Arrangiert von Klaus Voormann
6. Stardust (Hoagy Carmichael, Mitchell Parish) – 3:22
  - Arrangiert von Paul McCartney und George Martin

Seite 2
1. Blue, Turning Grey Over You (Andy Razaf, Fats Waller) – 3:19
  - Arrangiert von Oliver Nelson
2. Love Is a Many-Splendored Thing (Sammy Fain, Paul Francis Webster) – 3:05
  - Arrangiert von Quincy Jones
3. Dream (Johnny Mercer) – 2:42
  - Arrangiert von George Martin
4. You Always Hurt the One You Love (Allan Roberts, Doris Fisher) – 2:20
  - Arrangiert von John Dankworth
5. Have I Told You Lately that I Love You? (Scott Wiseman) – 2:44
  - Arrangiert von Elmer Bernstein
6. Let the Rest of the World Go By (Ernest Ball, Karen Brennan) – 2:55
  - Arrangiert von Les Reed

## Wiederveröffentlichungen
- Die Erstveröffentlichung im CD-Format erfolgte im Mai 1995 ohne Bonustitel. Der CD liegt ein achtseitiges Begleitheft bei, das Informationen von Staffan Olander zu den Liedern und dem Album enthält. Die CD-Veröffentlichung aus dem Jahr 1995 wurde bisher nicht neu remastert.[3]
- Im August 2007 wurde das Album im Download-Format veröffentlicht.

## Single-Auskopplungen
Aus dem Album wurden keine Singleauskopplungen vorgenommen. Ringo Starr nahm aber ein Musikvideo für das Lied Sentimental Journey auf. Regisseur war Neil Aspinall. Es wurde am 15. März 1970 im Nachtclub Talk Of The Town gefilmt und zeigte Starr, der live über die Studioaufnahme sang, wobei George Martin das Talk Of The Town Orchestra dirigierte. Doris Troy, Madeline Bell und Marsha Hunt traten als Hintergrundsängerinnen auf.

## Chartplatzierungen
| ChartsChartplatzierungen       | Höchstplatzierung | Wochen |
| ------------------------------ | ----------------- | ------ |
| Vereinigtes Königreich (OCC)   | 7 (6 Wo.)         | 6      |
| Vereinigte Staaten (Billboard) | 22 (14 Wo.)       | 14     |